# Giovanni Simeoni
Giovanni Simeoni (Paliano, 12 luglio 1816 – Roma, 14 gennaio 1892) è stato un cardinale e arcivescovo cattolico italiano, segretario di Stato della Santa Sede.

## Biografia
Nacque a Paliano; suo padre era un maggiordomo della famiglia Colonna. Frequentò il seminario di Palestrina, il Collegio Romano e, in seguito, studiò teologia e diritto canonico all'Università La Sapienza a Roma. I suoi studi furono finanziati dai Colonna stessi. Giovanni fu poi insegnante dei giovani Colonna.
Fu ordinato presbitero nel 1839. Negli anni seguenti divenne segretario privato del Pontefice, auditore presso la nunziatura in Spagna, nonché auditore e poi segretario presso la Congregazione di Propaganda fide.
Il 5 marzo 1875 papa Pio IX lo nominò nunzio in Spagna, elevandolo a vescovo della sede titolare di Calcedonia. Nell'attesa dell'ordinazione episcopale, intervenuta il 4 aprile 1875, il Papa lo elevò il 15 marzo a cardinale in pectore, in quanto la nomina non fu resa nota fino al successivo 17 settembre.
Nel 1876 ricevette il titolo di cardinale presbitero di San Pietro in Vincoli. Dal 1876 al 5 marzo 1878 fu cardinale segretario di Stato. Dal 1878 ricoprì diversi prestigiosi incarichi, fra i quali quello di prefetto del Palazzo apostolico e della Congregazione di Propaganda Fide. Partecipò al conclave del 1878 che elesse papa Leone XIII.
Dal 1884 al 1892 fu cardinale presidente (responsabile) del Pontificio seminario romano dei santi apostoli Pietro e Paolo per le missioni estere.
Dal 1885 al 1886 fu camerlengo del Sacro Collegio.
Grande intenditore e collezionista di opere d'arte, quando morì lasciò alla Santa Sede la propria raccolta. Dopo le esequie, la salma venne tumulata nel sacello di Propaganda Fide nel cimitero del Verano.

## Genealogia episcopale e successione apostolica
La genealogia episcopale è:
- Cardinale Scipione Rebiba
- Cardinale Giulio Antonio Santori
- Cardinale Girolamo Bernerio, O.P.
- Arcivescovo Galeazzo Sanvitale
- Cardinale Ludovico Ludovisi
- Cardinale Luigi Caetani
- Cardinale Ulderico Carpegna
- Cardinale Paluzzo Paluzzi Altieri degli Albertoni
- Papa Benedetto XIII
- Papa Benedetto XIV
- Cardinale Enrico Enriquez
- Arcivescovo Manuel Quintano Bonifaz
- Cardinale Buenaventura Córdoba Espinosa de la Cerda
- Cardinale Giuseppe Maria Doria Pamphilj
- Papa Pio VIII
- Papa Pio IX
- Cardinale Alessandro Franchi
- Cardinale Giovanni Simeoni

La successione apostolica è:
- Vescovo Gabino Catalina y del Amo (1875)
- Vescovo Vicente Calvo y Valero (1875)
- Arcivescovo Manuel Gómez-Salazar y Lucio-Villegas (1876)
- Arcivescovo Fulgencije Czarev, O.F.M.Obs. (1879)
- Arcivescovo Elia Bianchi (1879)
- Cardinale Vincenzo Vannutelli (1880)
- Arcivescovo Roberto Menini, O.F.M.Cap. (1880)
- Arcivescovo James Vincent Cleary (1881)
- Arcivescovo Tobias Kirby (1881)
- Vescovo Thomas Alphonsus O'Callaghan, O.P. (1884)
- Cardinale Antonio Agliardi (1884)
- Arcivescovo Paolo Giuseppe Palma, C.P. (1885)
- Arcivescovo Simon Milinović, O.F.M.Obs. (1886)
- Cardinale Domenico Svampa (1887)